# Mesochorus tumidifrons
Mesochorus tumidifrons là một loài tò vò trong họ Ichneumonidae.